# Antti Tuuri

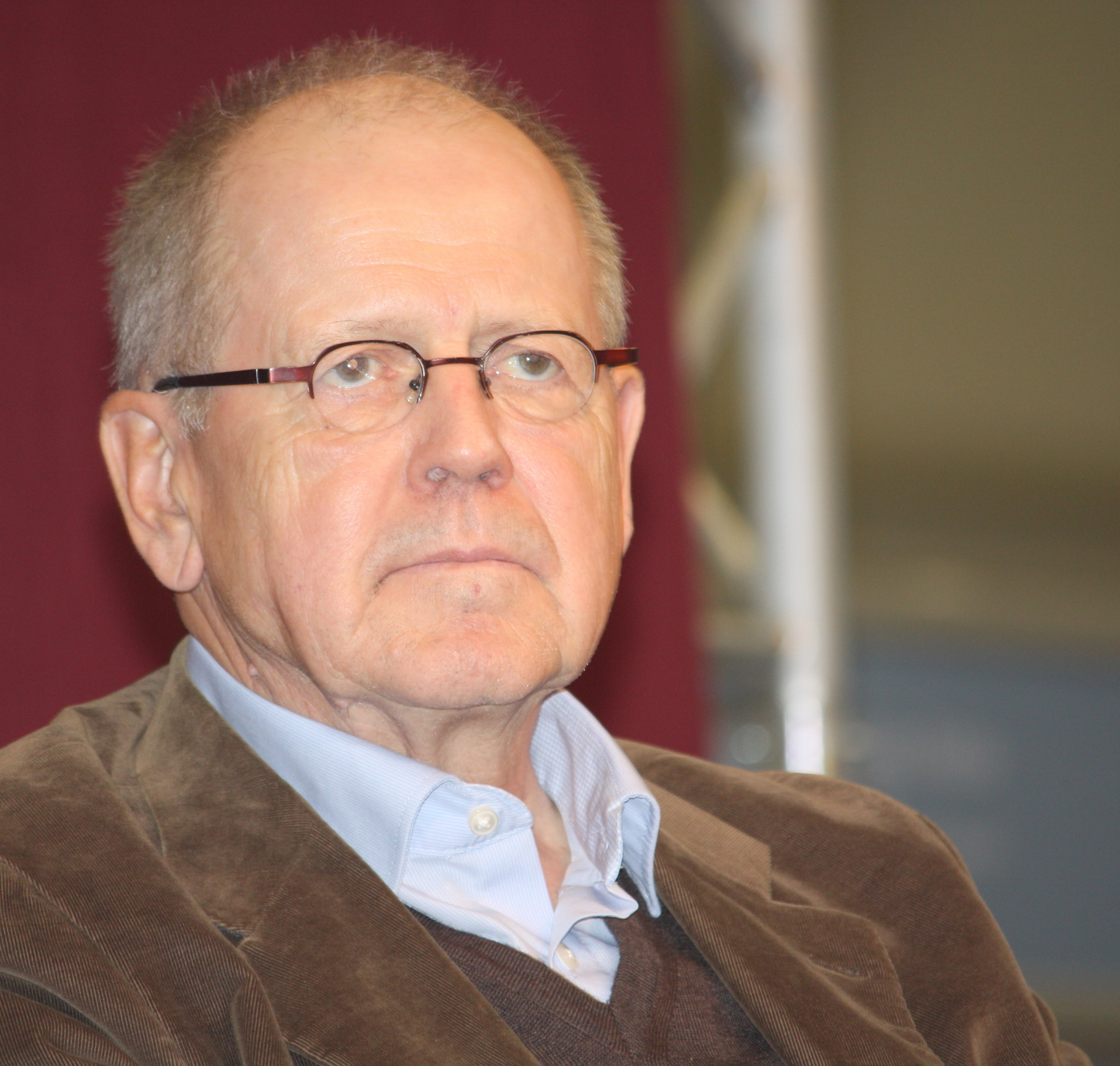
Antti Tuuri

Antti Tuuri (* 1. Oktober 1944 in Kauhava) ist ein finnischer Schriftsteller und Diplomingenieur. Er erhielt 1985 für den Roman Pohjanmaa den Nordischen Literaturpreis und 1997 für den Roman Lakeuden kutsu den Finlandia-Preis.
Antti Tuuri war ebenfalls als Librettist tätig: Er hat die Libretti für die Opern Ameriikka (1992) und Isontaloon Antti (2000) von Atso Almila geschrieben, die beide auf dem Ilmajoki-Opernfestival aufgeführt wurden, sowie für die Oper Sinapinsiemen (2000) von Kimmo Hakola, die am 2. August 2001 auf dem Kammermusikfestival Eloserenadi aufgeführt wurde.
Mehrere seiner Werke wurden verfilmt, unter anderem Pohjanmaa (1988), Talvisota (dt. Winterkrieg) (1989), Ameriikan raitti (1990), Ambush 1941 – Spähtrupp in die Hölle (1999, Verfilmung von Elämä Isänmaalle) und Lakeuden kutsu (2000), die mit mehreren der finnischen Jussi-Filmpreise ausgezeichnet wurden.

## Werke (Auswahl)
- Pohjanmaa. Roman. 1982. (Pohjanmaa-Serie)
- Eine melancholische Geschichte. Erzählung. 1983. (aus: Samuttajat. Verlag Otava, Helsinki. Dt. in: Erkundungen, Verlag Volk und Wissen, Berlin 1986, ISBN 3-353-00030-5. Aus dem Finnischen von Gisbert Jänicke)
- Talvisota. Roman. 1984. (Pohjanmaa-Serie, dt. Winterkrieg. Kiepenheuer, Leipzig; Weimar 1992, ISBN 3-378-00504-1)
- Viisitoista metriä vasempaan. Roman. 1985. (dt. Fünfzehn Meter nach links. BLT, Bergisch Gladbach 2002, ISBN 3-404-92105-4)
- Ameriikan raitti. Roman. 1986. (Pohjanmaa-Serie)
- Suuri pieni maa. Kertomuksia Islannista. 1993. (dt. Großes kleines Land: isländisches Tagebuch. Pettersson, Münster 1998, ISBN 3-930704-50-1)
- Lakeuden kutsu. Roman. 1997. (Pohjanmaa-Serie)
- Elämä Isänmaalle. Roman. 1998.
- Aukko taivaassa. Roman. 2000. (dt. Loch im Himmel. BLT, Bergisch Gladbach 2004, ISBN 3-404-92153-4)
- Der steinigste Ort, Erzählungen. Klett-Cotta, Stuttgart 1984, ISBN 3-608-95292-6.